# Экономика всего. Как институты определяют нашу жизнь
«Эконо́мика всего́. Как институ́ты определя́ют на́шу жи́знь» — научно-популярная книга Александра Александровича Аузана, опубликованная в 2013 году.

## Автор

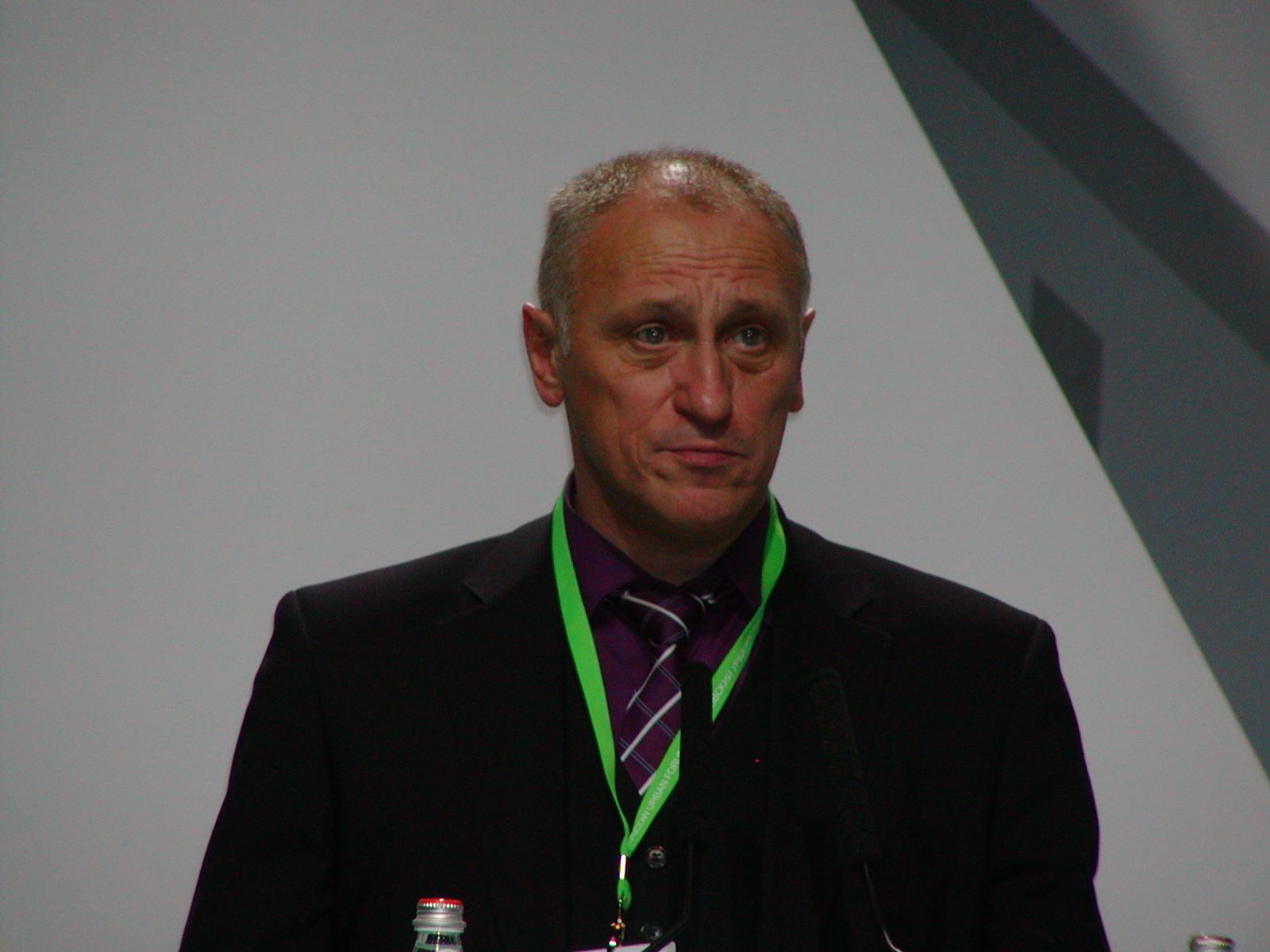
А. А. Аузан на 2-м Московском урбанистическом форуме. 4 декабря 2012 года.

Александр Александрович Аузан — российский экономист и публицист, доктор экономических наук, декан и заведующий кафедрой прикладной институциональной экономики экономического факультета ФГБОУ ВО «Московский государственный университет имени М. В. Ломоносова», председатель Общественного совета при Министерстве экономического развития Российской Федерации, председатель правления Федерации креативных индустрий, председатель консультативного совета общества с ограниченной ответственностью «Яндекс» по развитию экосистемы, эксперт научно-просветительской программы «Всенаука».

## О книге
Книга посвящена институциональной экономике — школе экономической теории, изучающая эволюцию социальных институтов, таких как традиции, мораль, право, семья, общественные объединения, государство и их влияние на формирование экономического поведения людей.

## Содержание
Книга состоит из коротких лекций, публиковавшихся в журнале Esquire в 2010—2011 годах. В книге они разделены на три части: 
- Первая часть: авторский взгляд на устройство общественной жизни — главы «Человек», «Институты», «Общество».
- Вторая часть рассматривает институты – «Государство», «Собственность», «Экономика и право».
- Третья часть — об общественном развитии: «Институциональные изменения» и «Модернизация».

## Отзывы
Владимир Алексеевич Губайловский, редактор отдела критики журнала «Новый мир», эксперт научно-просветительской программы «Всенаука»:
«Посвящена книга такому тонкому предмету, как институциональная экономика. Человек живёт в мире и с миром взаимодействует. Человек включён в экономические отношения, но не только в экономические. Неэкономические отношения на него влияют, в том числе и на включённость в экономику. Но включён человек в экономические отношения не „прямо“, не персонально, а посредством самых различных институтов. Это и государство, и законы, и фирмы, и формальные и неформальные сообщества. Сам человек — это тоже „институт“, так сказать, минимальная единица. Вот институциональная экономика и рассматривает, как же человек, участвуя во множестве разнообразных институтов, живёт. И как институты живут, и что они собой представляют».
Георгий Леонардович Васильев — поэт, эксперт научно-просветительской программы «Всенаука»:
«Не верьте названию. Книга не только об экономике и вовсе не о высших учебных заведениях, если вы поняли название именно так. Она о социальных институтах в самом широком смысле, то есть о писаных и неписаных правилах, которые определяют нашу жизнь и жизнь всего общества. Традиции потребления — это институт, и собственность — это институт, и коррупция — это институт, и органы правопорядка — тоже институт.

О всём этом и ещё о многом другом рассказывает Александр Аузан в своей небольшой по объёму, но очень ёмкой книге. Автор показывает, как институты порождают дополнительные издержки на рынке, в каких случаях без них нельзя обойтись, а в каких можно. Кстати, если верить автору, такой всемогущий институт, как государство, в современном мире избыточен. Его функции вполне можно было бы урезать.

## Критика
Ведущий экономист Банка России Даниил Шестаков отметил в рецензии удачное название книги, поскольку оно «намекает, что институциональные экономисты не имеют хорошего представления о том, что же конкретно изучает их наука», а также нацеленность автора на долгосрочную перспективу: несмотря на прошедший шестилетний период, в издании отсутствуют правки, учитывающие текущее состояние экономики.
По мнению доктора экономических наук, профессора кафедры экономической теории НИУ «Высшая школа экономики» (Санкт-Петербург) Б. В. Корнейчука, в книге А. Аузана «институциональный человек» должен следовать заданным правилам и пользоваться правом «совершать нерациональные поступки». В анализе взаимосвязи формальных и неформальных институтов отсутствует иная классификация, тогда как вопрос о классификации институтов (политической, экономической, правовой и других) часто занимает центральное место в социологических исследованиях. Корнейчук отметил один из системных недостатков книги — исключение из общественного устройства политических институтов, а также творчества как одного из ведущих факторов общественного развития. Для взаимодействия общества и государства берётся описание в терминах концепции общественного договора на примере «тоталитарного сталинского общества», тогда как договорные отношения возможны при равноправии сторон и их добровольном взаимодействии в условиях демократии. Отмечена также эклектичность понятий и этапов модернизации как основы институциональных изменений, её отрыв от процессов демократизации; в «экономике всего» не дана оценка роли свободной творческой личности в демократическом обществе. Положительным моментом является взгляд «на некоторые общественные явления с неожиданной стороны» и «дальнейшая интеграция родственных дисциплин» и «развитие социологических методов в экономической науке».

## Награды
В 2016 году книга попала в шорт-лист (из четырёх книг) номинации «Гуманитарные науки» литературной премии «Просветитель», вручаемой фондом «Zimin Foundation».
В 2021 году книга получила высокие оценки экспертов программы Всенаука и стала доступна для бесплатного и легального скачивания в рамках проекта Дигитека.